# Castelo dos Mouros
Castelo dos Mouros ("Morernas borg") är en gammal befästning som ligger mitt i de frodiga skogarna i Serra de Sintra ("Sintrabergen") och är en populär turistattraktion i Sintra. Castelo dos Mouros etablerades under 900-talet av de nordafrikanska morerna för att skydda staden Sintra, men det förföll efter den kristna återerövringen ("Reconquista") av Portugal på 1100-talet.

Slottet restaurerades under 1800-talet av kung Ferdinand II, som förvandlade det till en romantisk ruin och en viktig del av trädgårdarna i Pena Palace. Slottet behåller charmen från en forntida ruin, med tät skog som omger de porlande bäckarna och som erbjuder spektakulär utsikt över Sintra-regionen. Castelo dos Mouros är en ofta rekommenderad attraktion i Sintra och skiljer sig mycket från stadens andra palats och ståtliga sevärdheter.